# Deryck Whibley
Deryck Whibley Jason (21. ožujka 1980.) je kanadski glazbenik i producent, najpoznatiji po svome radu kao gitarist i vokalist, tekstopisac punk rock sastava Sum 41.
Kao producent je bio jedan od osnivača i direktora Bunk Rock Productionsa. Sum 41 je prodao preko 40 milijuna albuma i osvojio nekoliko nagrada po cijelom svijetu. Whibley je rođen u Scarboroughu u Ontariu. Preselio se u Ajax u Ontariu u dobi od 12 godina i počeo svirati u Sum 41 nekoliko godina kasnije. Oženio je kanadsku pjevačicu Avril Lavigne 15. srpnja 2006. godine u Montecitu u Kaliforniji. Njegovi roditelji su engleskog porijekla.